# Esmahanım, Akçakoca
Esmahanım là một xã thuộc huyện Akçakoca, tỉnh Düzce, Thổ Nhĩ Kỳ. Dân số thời điểm năm 2010 là 220 người.